# آلبرت فلیت
آلبرت فلیت (انگلیسی: Albert Fleet; ۱۶ ژوئن ۱۸۸۰ – ۱۹۵۳ (۷۲−۷۳ سال)) بازیکن فوتبال بود.
از باشگاه‌هایی که در آن بازی کرده‌است می‌توان به باشگاه فوتبال گریمزبی تاون اشاره کرد.